# Länsstyrelsen i Kronobergs län
Länsstyrelsen i Kronobergs län är en statlig myndighet med kansli i Växjö. Länsstyrelsen ansvarar för den statliga förvaltningen i länet, och har flera olika mål gällande regional utveckling.
Länsstyrelsens chef är landshövdingen, som utses av Sveriges regering.
Maria Arnholm är landshövding i Kronobergs län sedan 1 februari 2020 till och med den 28 februari 2025.